# Héraðsvötn

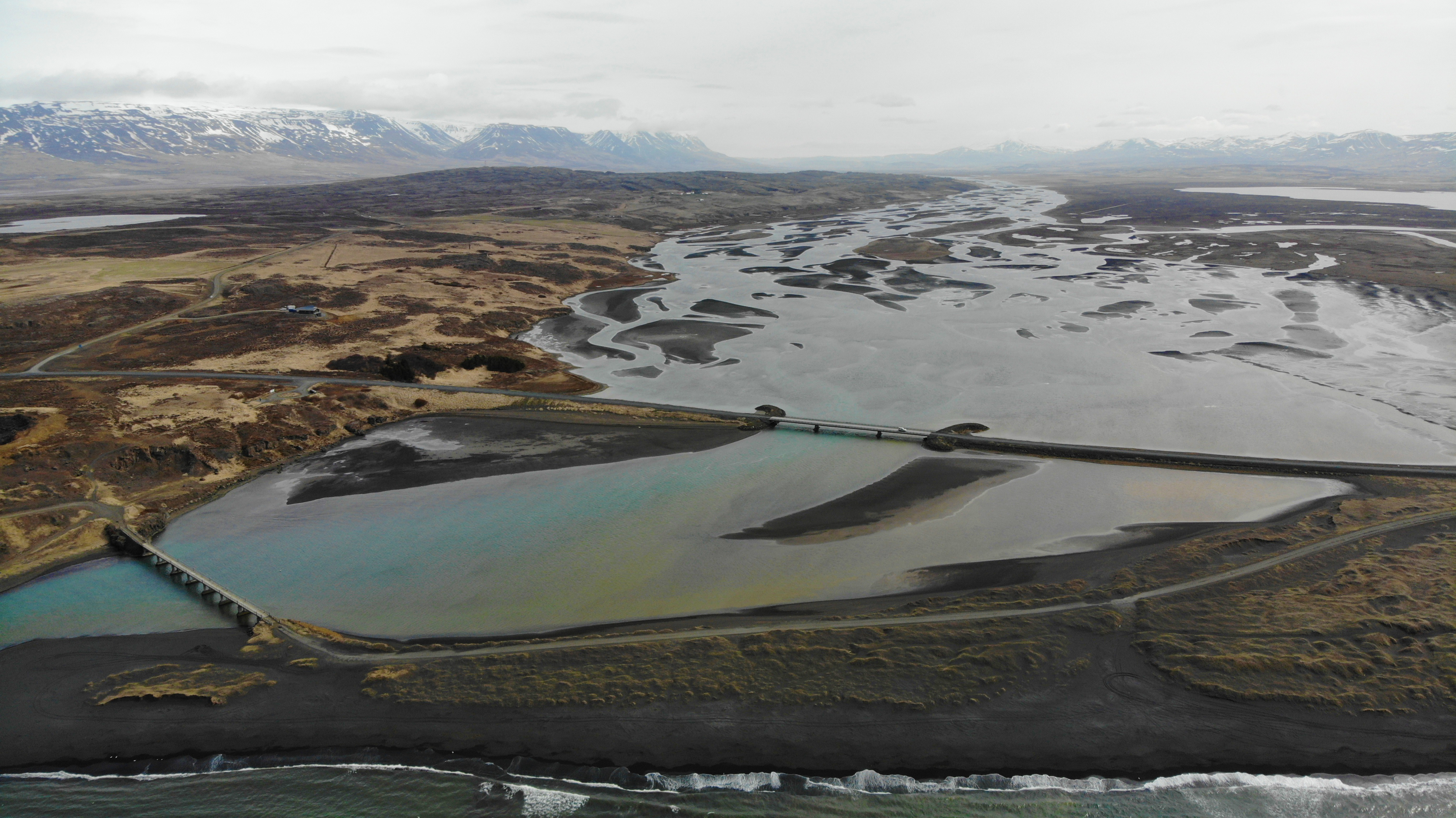
De monding

De Héraðsvötn is een rivier in het noorden van IJsland en is een van IJslands grootste gletsjerrivieren. Vanaf de Hofsjökull lopen vele stroompje in noordelijke richting weg. Een aantal daarvan verenigen zich tot de Eystri-Jökulsá en Vestari-Jökulsá (Oostelijke- en Westelijke-gletsjerrivier) die uiteindelijk in de valleien van Skagafjörður tot de Héraðsvötn samenvloeien. Héraðsvötn betekent zoiets als Districtswateren (het IJslandse "vötn" is het meervoud van "vatn" water). Als een brede stroom, die eigenlijk meer een samenstelling van vele vertakkingen en samenvloeiingen dan een echte rivier is, stroomt het water richting de Skagafjörður fjord. Ten oosten van het plaatsje Varmahlíð kruist de Héraðsvötn de Hringvegur, die daar over een 188 meter lange brug uit 1981 loopt. Op 12 kilometer voor de monding in de Skagafjörður even ten noorden van de brug vertakt de Héraðsvötn zich in twee riviertjes: de Vestari- en Austari-Héraðsvötn. Het eiland dat op deze manier gevormd wordt, heet Hegranes. Vanaf de Hofsjökull tot aan de monding in de fjord is de rivier ongeveer 130 kilometer lang.
In vroeger tijden was de brede, ijskoude rivier waarin vaak een sterke stroming stond een ernstig verkeersobstakel. De rivier stond als erg gevaarlijk bekend en was voor de overbruggingen een van IJslandse dodelijkste rivieren.